# IC 140
IC 140 је дио галаксије (напримјер сјајан HII регион) у сазвјежђу Троугао која се налази на листи објеката дубоког неба у Индекс каталогу.
Деклинација објекта је + 30° 33' 2" а ректасцензија 1h 33m 58,1s. Привидна величина (магнитуда) објекта IC 140 износи 13,0. IC 140 је још познат и под ознакама BCL 703, OCL in M 33.